# Керчь-Еникальское градоначальство
Керчь-Еника́льское градонача́льство — административно-территориальная единица Российской империи, на территории Крыма, существовавшая в 1821—1917 годах. 
Градоначальство подчинялось непосредственно Министерству внутренних дел. Официальный печатный орган, газета — «Полицейский листок». Административная единица занимала территорию по берегам Чёрного и Азовского морей от мыса Елкен-кале до Обыточной косы включительно. Занимало площадь 143,9 кв. вёрст (163,77 кв. км.); население составляло 35845 жителей (считая город Керчь). Селения Керчь-Еникальского градоначальства по земско-хозяйственным делам входили в состав Феодосийского уезда Таврической губернии.

## История
В 1771 году, во время первой русско-турецкой войны, русские войска под командой князя В. М. Долгорукого заняли Крым. Крепости Еникале и Керчь после капитуляции турецкого гарнизона были заняты отрядом генерала Борзова и адмирала А. Н. Сенявина.
В 1774 году по Кучук-Кайнарджийскому мирному договору эти крепости, вместе с прилегающей к ним территорией, были формально закреплены за Россией. Так образовалась особая административно-территориальная единица, позднее (с 1821 года) конституированная как Керчь-Еникальское градоначальство, управлявшееся лицом с правами губернатора. Граница этой территории проходила от мыса Тархан (Елкен-Кале) через посёлок Булганак, Катерлес, крайний западный курган Митридатской гряды, второй Змеиный курган на гряде Юз-Оба и выходила на берег Керченского пролива у Старокарантинной бухты.
Просуществовало до начала марта 1917 года. Восстановлено белогвардейским правительством не позднее 30 июля 1919 года и фактически прекратило существование 16 ноября 1920 года после освобождения (захвата) Керчи Красной армией.

## Герб
Для Керчь-Еникальского градоначальства был в 1859 году разработан проект собственного герба, имевший следующее описание:

В золотом поле чёрный скачущий гриф, сопровождаемый в оконечности щита таковым же, поперёк лежащим, ключом. Щит увенчан древней царской короной и окружён золотыми дубовыми листьями, соединёнными Александровской лентой.
Высочайшего утверждения он не получил, и градоначальство пользовалось городским гербом Керчи 1844 года с различными внешними украшениями.

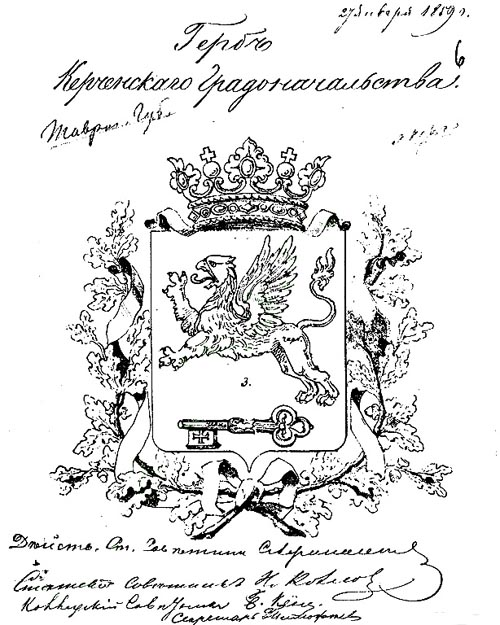
Проект герба Керченского градоначальства 1859 год.
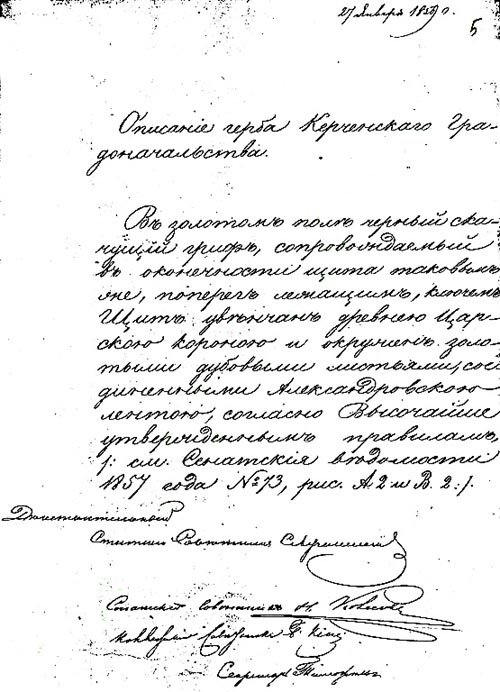
Описание проекта герба Керченского градоначальства 1859 год.

## Список градоначальников
Должность Керчь-Еникальского Градоначальника учреждена Именным Указом Императора Александра I, данным Сенату, от 10 октября 1821 года, за № 28776 «Об утверждении постановления об открытии Керченского порта и штатов Карантинного и Таможенного округов» («§ 6. Местное управление в Керчь-Ениколе и во всём Керченском округе, вверяется особому Чиновнику, под названием Керчь-Еникольского Градоначальника, с тою же точно властью, какая предоставлена законами Градоначальникам Таганрогскому и Феодосийскому. Он утверждается в сей должности Его Императорским Величеством по представлению Министра Внутренних дел...») Архивная копия от 14 мая 2019 на Wayback Machine.
Список:
- 1822 (или 1821)—1823: (исполняющий должность) полковник Иван Иванович (Иоганн-Якоб) фон Ден (1785—1859).
- 16.10.1823—1825: действительный статский советник Андрей Васильевич Богдановский (1870—1864).
- 20.02.1826—10.1826 (или 1825—1828): (исполняющий должность) полковник Александр Никитович Синельников (1799—после 1832).
- 10.1826 (или 1828)—1829: статский советник Филипп Филиппович Вигель (1786—1856).
- 13.11.1829—06.12.1832: полковник Иван Алексеевич Стемпковский (1789—1832 (умер, состоя в должности)).
- 02.01.1833—27.01.1850: полковник (с 30.04.1841 генерал-майор) князь Захар Семёнович Херхеулидзев (Херхеулидзе) (1798—1856).
- 31.01.1850—07.11.1851: контр-адмирал Алексей Петрович Лазарев 2-й (1795—после 1851).
- 1852—1855 (или 1851—1854): генерал-майор князь Дмитрий Иванович Гагарин (1797—1875).
- 25.04.1855—1857: подполковник (с 30.10.1855 полковник) Платон Александрович Антонович 1-й (1811—1883).
- 25.03.1857—11.08.1875: вице-адмирал Александр Петрович Спицын (1810—1888).
- 11.08.1875—12.04.1882: генерал-майор флота Николай Петрович Вейс (1812—1883).
- 26.04.1882—01.09.1885: контр-адмирал Николай Карлович Вейс (1820—1894).
- 14.09.1885—22.11.1896: капитан 1-го ранга, с 1887 контр-адмирал Митрофан Егорович Колтовский (1836—1896)
- 13.01.1897—1906: генерал-майор, с 1906 генерал-лейтенант, Модест Дмитриевич Клокачёв (1843—1916).
- 11.02.1906—1909: контр-адмирал Александр Фёдорович Стемман (1856—1914).
- 26.12.1909—1913 (или 1914)  полковник (с 14.04.1913 генерал-майор) Евгений Константинович Климович (1871—1930).
- 1914—1915 (или 1916) полковник Александр Георгиевич Загряжский.
- 1915 (или 1916)—4.03.1917 генерал-майор Владимир Францевич Модль[3] (1871—после 1919).
- 30.07.1919—1920.11 генерал-майор Николай Николаевич Ходаковский (Ходак-Ходаковский) (1879—1920/21).

## Население
По переписи 1897 года население градоначальства составляло 43 698 человек, в том числе в городе Керчь — 33 347 жит., в городе Еникале — 1438 жит.

### Национальный состав
Национальный состав по переписи 1897 года:
- русские — 24 370 чел. (55,8 %),
- малороссы — 7037 чел. (16,1 %),
- евреи — 4429 чел. (10,1 %),
- крымские татары — 2563 чел. (5,9 %),
- греки — 2015 чел. (4,6 %),
- поляки — 877 чел. (2,0 %),
- итальянцы — 816 чел. (1,9 %),
- армяне — 709 чел. (1,6 %)